# العلاقات البوسنية الكازاخستانية
العلاقات البوسنية الكازاخستانية هي العلاقات الثنائية التي تجمع بين البوسنة والهرسك وكازاخستان.

## مقارنة بين البلدين
هذه مقارنة عامة ومرجعية للدولتين:
| وجه المقارنة                                              | البوسنة والهرسك                                             | كازاخستان                      |
| --------------------------------------------------------- | ----------------------------------------------------------- | ------------------------------ |
| المساحة (كم2)                                             | 51.20 ألف                                                   | 2.72 مليون                     |
| عدد السكان (نسمة)                                         | 3.51 مليون                                                  | 17.95 مليون                    |
| الكثافة السكانية (ن./كم²)                                 | 68.55                                                       | 6.6                            |
| العاصمة                                                   | سراييفو                                                     | نور سلطان                      |
| اللغة الرسمية                                             | اللغة البوسنوية، اللغة الكرواتية، اللغة الصربية             | اللغة القازاقية، اللغة الروسية |
| العملة                                                    | مارك بوسني                                                  | تينغ كازاخستاني                |
| الناتج المحلي الإجمالي (بليون دولار)                      | 18.17 مليار                                                 | 159.41 مليار                   |
| الناتج المحلي الإجمالي (تعادل القوة الشرائية) بليون دولار | 41.35 مليار                                                 | 439.39 مليار                   |
| الناتج المحلي الإجمالي الاسمي للفرد دولار أمريكي          | 4.25 ألف                                                    | 10.51 ألف                      |
| الناتج المحلي الإجمالي للفرد دولار أمريكي                 | 10.43 ألف                                                   | 24.23 ألف                      |
| مؤشر التنمية البشرية                                      | 0.733                                                       | 0.788                          |
| رمز المكالمات الدولي                                      | +387                                                        | +7                             |
| رمز الإنترنت                                              | .ba                                                         | .kz، .қаз ‏                     |
| المنطقة الزمنية                                           | توقيت وسط أوروبا، ت ع م+01:00، ت ع م+02:00، أوروبا/سراييفو ‏ | ت ع م+05:00، ت ع م+06:00       |

## مدن متوأمة
في ما يلي قائمة باتفاقيات التوأمة بين مدن بوسنية وكازاخستانية:
- ترتبط سراييفو مع نور سلطان باتفاقية توأمة منذ 1972.
- ترتبط زينيتسا مع تميرتاو باتفاقية توأمة.

## منظمات دولية مشتركة
يشترك البلدان في عضوية مجموعة من المنظمات الدولية، منها:
| علم المنظمة | اسم المنظمة                               | تاريخ انضمام البوسنة والهرسك | تاريخ انضمام كازاخستان |
| ----------- | ----------------------------------------- | ---------------------------- | ---------------------- |
|             | الاتحاد البريدي العالمي                   | ?                            | ?                      |
|             | يونسكو                                    | 2 يونيو 1993                 | 22 مايو 1992           |
|             | البنك الدولي للإنشاء والتعمير             | 25 فبراير 1993               | 23 يوليو 1992          |
|             | وكالة ضمان الاستثمار متعدد الأطراف        | 19 مارس 1993                 | 12 أغسطس 1993          |
|             | الاتحاد الدولي للاتصالات                  | 20 أكتوبر 1992               | 23 فبراير 1993         |
|             | مؤسسة التمويل الدولية                     | 25 فبراير 1993               | 30 سبتمبر 1993         |
|             | منظمة الشرطة الجنائية الدولية             | ?                            | ?                      |
|             | الأمم المتحدة                             | 22 مايو 1992                 | 2 مارس 1992            |
|             | منظمة الأمن والتعاون في أوروبا            | 30 أبريل 1992                | 30 يناير 1992          |
|             | مؤسسة التنمية الدولية                     | 25 فبراير 1993               | 23 يوليو 1992          |
|             | منظمة حظر الأسلحة الكيميائية              | ?                            | ?                      |
|             | المركز الدولي لتسوية المنازعات الاستشارية | 13 يونيو 1997                | 21 أكتوبر 2000         |

## وصلات خارجية
- موقع وزارة الخارجية البوسنية
- موقع وزارة الخارجية الكازاخستانية